# 山岡泰輔
山岡 泰輔（やまおか たいすけ、1995年9月22日 - ）は、広島県広島市安芸区出身のプロ野球選手（投手）。右投左打。オリックス・バファローズ所属。

## 経歴

### プロ入り前
広島市立中野東小学校2年生からソフトボールを始める。広島市立瀬野川中学校時代は軟式野球部に所属。エースとして広島県大会にも出場した。
広島県瀬戸内高校への進学後に硬式野球部へ入ると、1年夏のベンチ登録を経て、1年秋からエースとして活躍した。広島新庄高校と対戦した3年夏の全国高等学校野球選手権広島大会決勝（2013年7月28日）では、田口麗斗と投手戦を展開した末に、延長15回を完投。1被安打15奪三振無失点という内容で好投したが、規定による引き分けで、決着は2日後（30日）の再試合に持ち込まれた。結局、再試合（2013年7月30日）で9回完封勝利を収めたことによって、第95回全国高等学校野球選手権大会に広島県代表として出場。本大会では、岸潤一郎を擁する明徳義塾高校との2回戦で8回9奪三振2失点と好投しながら初戦で敗退。“甲子園の土”は持って帰らなかった。

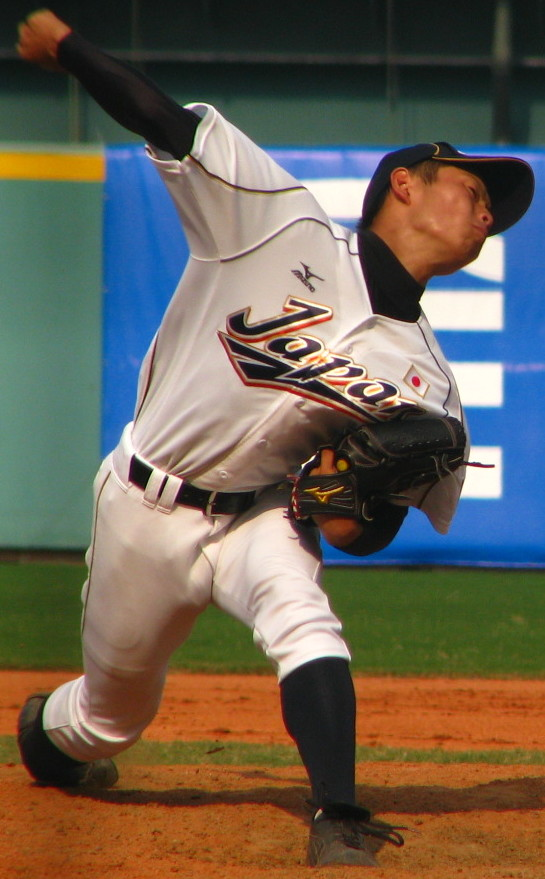
2013年9月5日

大会後の第26回AAA世界野球選手権大会に日本代表として出場すると、救援投手としてチームの準優勝に貢献した。また、大会通算7回2/3を投げて14奪三振無失点という好成績を残したことから、大会のオールスターチームに選ばれた。
上記の実績からNPBの複数球団がプロ野球ドラフト会議で山岡を指名する動きを見せたが、山岡自身は日本学生野球協会へプロ志望届を提出せず、東京ガスへ入社した。山岡は後に、U-18ワールドカップ日本代表でのチームメイトだった松井裕樹との実力差を感じたことを、東京ガス入社の理由に挙げている。アナウンサーの山田弥希寿は、瀬戸内高校硬式野球部での2学年先輩に当たる。
東京ガスでは入社1年目から、救援投手として対外試合で活躍。第85回都市対抗野球大会では、バイタルネットとの2回戦に先発すると、4回を投げて6奪三振無失点という内容でチームを勝利に導いた。続く新日鐵住金かずさマジック戦では、4回1失点ながらストレートが150km/hを計測。さらに、10月に開催の第1回21U野球ワールドカップでは、プロアマ混合チームの日本代表で投手陣の一角を担った。
2年目からはエースとして活躍。第86回都市対抗野球大会では、大阪ガスの酒居知史と投手戦を展開したが、7回2/3を7奪三振2失点と好投しながらチームは敗れた。9月開催の第27回アジア野球選手権大会で、日本代表に再び参加。3年目の第87回都市対抗野球大会では、NTT西日本との初戦で9回を3安打無四球完封。続く三菱重工名古屋戦でも、9回12奪三振3失点という好投で勝利に貢献した。チームは日立製作所との準決勝で敗れたものの、山岡は救援で3回を無失点に抑えた。大会通算では、投球回数22イニングで23三振を奪う一方で、失点を3にとどめたことから大会の優秀選手に選ばれた。
3年目の2016年からNPBドラフト会議の指名対象に再び入ったことから、10月20日に行われたドラフト会議で、オリックス・バファローズから単独1位指名を受け、契約金1億円に出来高5000万円、年俸1500万円という最高条件で入団した。入団当初の背番号は13。仮契約を結んだ直後の記者会見では、「（NPBの）『13と言えば山岡』と呼ばれるほど活躍したい」との抱負を述べた。指名後には、オリックスの本拠地・京セラドーム大阪での第42回社会人野球日本選手権大会に出場。ヤマハとの1回戦に先発したが、2回途中6失点という内容で降板すると、チームも初戦敗退を喫した。

### オリックス時代

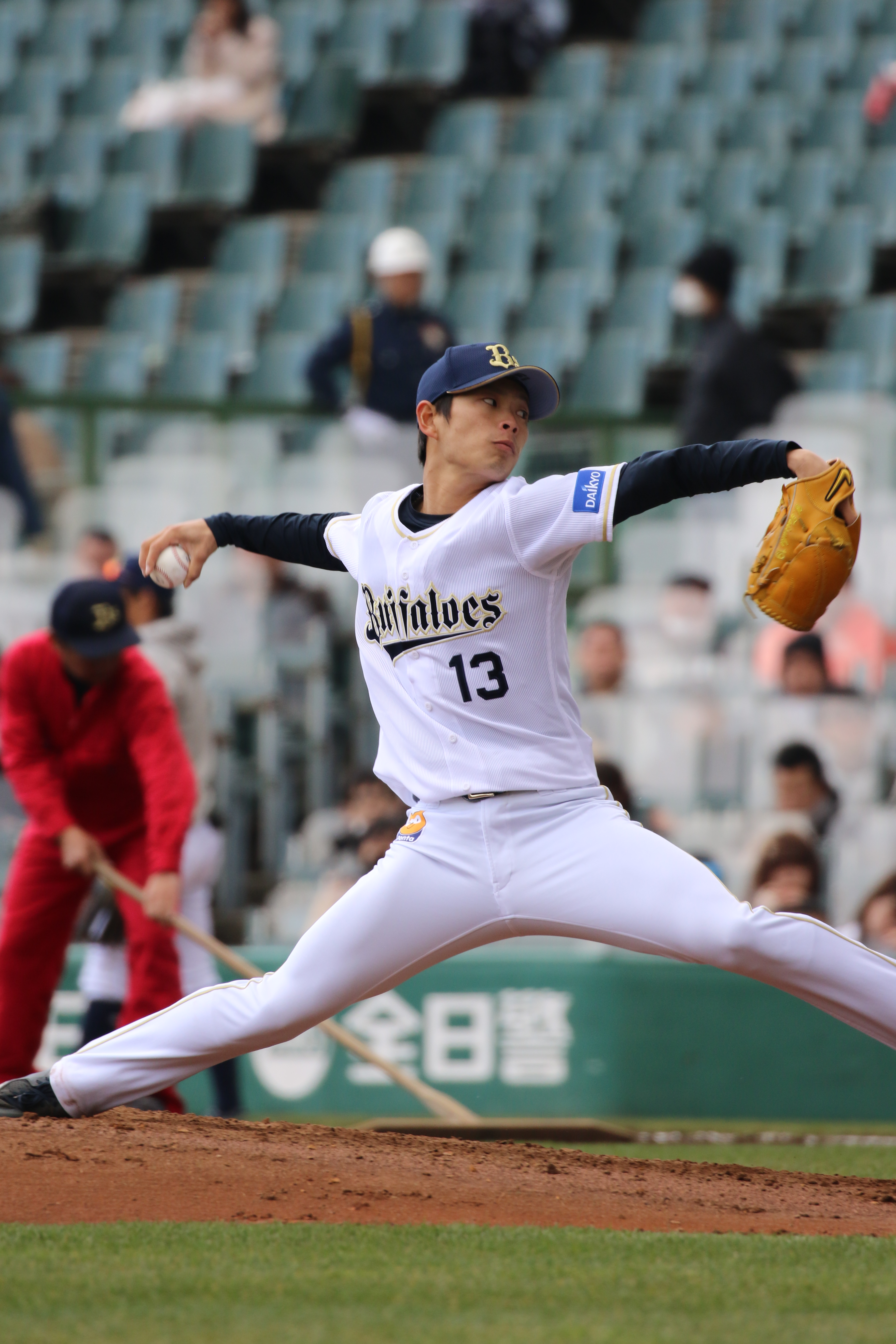
ルーキー時代（2017年3月20日
ほっともっとフィールド神戸にて）

2017年は春季キャンプを一軍でスタートし、オープン戦では好投を続け、先発6番手として開幕ローテーション入りし、4月13日の千葉ロッテマリーンズ戦でプロ初登板初先発。6回まで3安打無失点に抑えるも、7回に細谷圭に逆転3点本塁打を打たれ、6回0/3を3失点でプロ初黒星を喫した。続く4月23日のロッテ戦ではプロ初完投を記録するも、8回2失点で敗戦投手。同30日の福岡ソフトバンクホークス戦では6回無失点と好投し、勝利投手の権利を持って降板したが、その後チームが追いつかれてプロ初勝利とはならず、5月21日の北海道日本ハムファイターズ戦では6回2失点で敗戦投手となり、自身4連敗を喫した。7試合目の先発登板となった同28日のロッテ戦で6回5安打2四球6奪三振1失点と好投し、プロ初勝利を挙げた。6月終了時点で規定投球回に到達してチームトップの防御率2.70を記録すると、監督推薦でオールスターゲームへの出場が決定。同期入団の黒木優太も選出されており、新人2名の同時選出は球団史上初の快挙となった。7月14日の第1戦の6回から4番手として登板し、2回1失点ながら勝利投手となった。8月26日の埼玉西武ライオンズ戦では9回9安打無四球10奪三振無失点、140球の熱投でプロ初の完封勝利を挙げ、9月9日の東北楽天ゴールデンイーグルス戦で自身4連勝を記録するなど、シーズンを通して先発陣の一角を担い、パ・リーグの新人投手で唯一規定投球回に到達。ルーキーイヤーは一軍で24試合に先発登板し、8勝11敗・防御率3.74という成績を残した。シーズン終了後には第1回アジアプロ野球チャンピオンシップの日本代表に選ばれていたが、球団のメディカルチェックで右肩の腱板炎が判明したため、出場を辞退した。契約更改では2800万円増となる推定年俸4300万円でサインした。
2018年も開幕ローテーション入りし、開幕3試合目のソフトバンク戦でシーズン初登板初先発も5回1/3を4失点で敗戦投手となり、続く4月8日の西武戦でも6回0/3を6失点（自責点3）で敗戦投手。その後の2先発ではいずれも無失点の好投で勝利投手となったが、2勝目を挙げて以降の12先発では白星が無く、自身8連敗を喫すると、セットアッパーの山本由伸が上半身の疲労で離脱していたこともあり、リリーフへ配置転換。8月1日の楽天戦でプロ初のリリーフ登板となり、同点の延長11回表の1イニングを無失点に抑え、プロ初ホールドを挙げた。その後もリリーフ登板を重ねていたが、8月15日の西武戦に先発予定だった金子千尋が首から背中にかけての強い張りで前日に登録抹消となり、急遽先発すると6回2失点で勝利投手。これを機に先発へ再転向し、9月15日の日本ハム戦では自身2度目の完封勝利を挙げるなど、再転向後は7先発で5勝2敗を記録し、2年連続で規定投球回に到達。この年は30試合（23先発）の登板で7勝12敗4ホールド・防御率3.95を記録し、オフに200万円増となる推定年俸4500万円で契約を更改した。
2019年は初の開幕投手に指名され、日本ハムとの開幕戦に先発。8回3失点で勝敗は付かなかったものの、続く4月5日の楽天戦では8回無失点の好投でシーズン初勝利を挙げると、5月24日の楽天戦でシーズン初黒星を喫するまで自身4連勝。開幕から13先発で5勝2敗・防御率3.43を記録すると、監督推薦で2年ぶり2度目となるオールスターゲームへの出場が決まり、7月13日の第2戦で先発を務めた。7月は月間5先発で防御率3.09、リーグトップの3勝・32イニング・37奪三振を記録し、初の月間MVPを受賞。8月23日の日本ハム戦では自身初の2桁勝利を達成し、シーズン最後の登板となった9月27日の日本ハム戦では1失点完投で13勝目を挙げ、自身初タイトルとなる勝率第1位が確定。この年はシーズンを通して先発ローテーションを守り、26試合の先発登板のうち、5回持たずに降板したのは2試合のみであり、リーグ2位の170イニングを投げて13勝4敗・防御率3.71、リーグトップの勝率.765と好成績を収めた。オフの11月に開かれた第2回WSBCプレミア12の日本代表に選出され、「第2先発」としてチームの大会初優勝に貢献。大会期間中の11月13日には、オリックスでの背番号が19へ変更となることが球団から発表された。契約更改では5500万円増となる推定年俸1億円でサイン。生え抜き選手の入団4年目での年俸1億円到達は球団史上最速、投手としては球団史上最年少（24歳）であった。
2020年は2年連続で開幕投手に指名されるも、新型コロナウイルスの影響で4月24日の開幕を目指すこととなり、開幕カードの対戦相手が変わったことで一度は山本由伸に変更となった。ただ、再度の開幕延期によりまたも対戦相手が変わったことを受けて、改めて開幕投手に指名され、6月19日の楽天との開幕戦に先発。7回1失点と好投するも勝敗は付かず、続く同26日のロッテ戦では1回裏の先頭打者・荻野貴司を1球で打ち取った後、2番打者・角中勝也へ2球目を投げたところで左脇腹の違和感を覚え、わずか3球で緊急降板。翌27日に受診したMRI検査で左内腹斜筋の筋損傷と診断され、同日付で出場選手登録を抹消された。8月2日の二軍戦で実戦復帰し、同27日のソフトバンク戦で一軍復帰。その後は先発ローテーションを守り、この年は12試合の先発登板で4勝5敗・防御率2.60を記録し、オフに1500万円減となる推定年俸8500万円で契約を更改した。
2021年は開幕3試合目の西武戦でシーズン初登板初先発となるも、6回4失点で敗戦投手。続く4月3日の楽天戦では自己ワーストの7四死球を与え、4回3失点で開幕2連敗を喫した。その後の2先発では白星こそ付かなかったものの無失点に抑えると、4月23日の日本ハム戦では8回1失点の好投でシーズン初勝利を挙げた。ただ、5月は3先発のうち2試合で5失点、6月に入ると2試合連続で7回2失点の好投と好不調の波が激しい投球が続いた。6月22日の日本ハム戦では先発するも、初回途中に右肘の違和感を訴えて緊急降板。翌23日に出場選手登録を抹消され、6月25日に「右肘の関節炎」と診断された。8月15日の二軍戦でリリーフとして実戦復帰したが、同24日・25日の二軍戦で連投した後に再び戦列を離れ、9月17日に右肘のクリーニング手術を受けた。東京ヤクルトスワローズとの日本シリーズでリリーフとして一軍復帰を果たし、第5戦では8回途中から登板し、2/3回を無失点に抑えると直後に打線が勝ち越したことで勝利投手となった。レギュラーシーズンでは12試合の先発登板で3勝4敗・防御率3.89という成績にとどまり、オフに1300万円減となる推定年俸7200万円で契約を更改した。
2022年、チームが前年11月下旬の日本シリーズまで戦った疲労を考慮し、開幕ローテーションは7人制となり、その兼ね合いで山岡は開幕カード限定のリリーフとして開幕一軍入り。3月27日の西武戦、1点リードの7回裏からシーズン初登板となり、1イニングを無失点に抑えてホールドを挙げた。続く4月1日の日本ハム戦ではシーズン初先発となり、5回2/3を無失点に抑え、レギュラーシーズン304日ぶりの白星を挙げた。その後は先発ローテーションを守り、6月24日のロッテ戦では9回108球4安打無失点と力投し、4年ぶりの完封勝利。一時は防御率でリーグトップに立ち、7月12日終了時点で15試合に登板して5勝5敗、リーグ3位の防御率1.79を記録すると、自身3年ぶり3度目となるオールスターに選出され、第1戦に登板した。しかし、第2戦を終えた翌7月28日の朝に発熱があり、その後新型コロナウイルス陽性判定を受け、隔離療養となった。療養を終えてからは二軍での調整登板を経ず、8月16日のロッテ戦で復帰登板となったが、5回1/3を7安打3失点で敗戦投手。その後も打ち込まれる試合が続き、9月22日のロッテ戦では4回途中7安打6失点で敗戦投手となり、翌23日に出場選手登録を抹消され、レギュラーシーズンを終えた。この年は22試合（21先発）の登板で6勝8敗1ホールド・防御率2.60という成績であった。ポストシーズンでは、ソフトバンクとのCSファイナルステージ第4戦、ヤクルトとの日本シリーズ第4戦の計2試合に先発し、いずれも5回未満で降板したものの、無失点に抑えた。
2023年1月25日に契約更改交渉を行い、800万円増となる推定年俸8000万円でサインした。開幕3試合目の西武戦でシーズン初登板初先発となり、5回2/3を1失点で勝敗は付かなかった。続く4月9日の日本ハム戦ではジェイコブ・ニックスが来日初先発する兼ね合いでリリーフ待機となり、2番手として登板し、5回2/3を投げて3失点であった。同18日の楽天戦からは再び先発に戻り、登板機会の都合による登録抹消が2度ありながらもローテーションを回っていたが、勝利投手も敗戦投手も記録されない先発登板が続いた。シーズン7試合目の登板となった5月26日の西武戦で6回1失点と好投し、シーズン初勝利。自身311日ぶりの白星となった。13試合（12先発）の登板で1勝1敗・防御率2.65という成績ながらも、球数が80~90球を超えると相手打線に捕まる傾向があり、7月中旬からはリリーフへ配置転換。中嶋聡監督も「短いイニングの中での爆発力は素晴らしいものがある」と舌を巻く投球で好投を続け、勝ちパターンからロングリリーフまで様々な役割を担い、9月14日の楽天戦ではプロ初セーブを挙げた。リリーフ転向後は18試合の登板で防御率1.19、レギュラーシーズン全体では31試合（12先発）の登板で2勝1敗8ホールド3セーブ・防御率2.30を記録し、チームのリーグ3連覇に貢献。ポストシーズンでもリリーフとして起用され、ロッテとのCSファイナルステージ、阪神タイガースとの日本シリーズにそれぞれ2試合登板した。オフに1000万円増となる推定年俸9000万円で契約を更改した。
2024年、春季キャンプ当初は先発とリリーフの両にらみでの調整であったが、2月後半からは先発調整となった。ただ、3月28日の二軍公式戦に先発し、初回先頭打者をファーストゴロに打ち取った際の守備で右足に違和感を覚え、次の打者への3球目を投じたところで緊急降板。予定されていた開幕ローテーションからは外れることとなり、5月14日の二軍練習試合で実戦復帰を果たしたが、6月22日の二軍公式戦を最後に、右肘の違和感で再び実戦登板から遠ざかった。8月17日の二軍公式戦で実戦復帰を果たし、9月14日に出場選手登録。同日のソフトバンク戦でシーズン初登板となり、1イニングを三者凡退に抑えたものの、ストレートの最速は144km/hにとどまった。その後はシーズン終了まで一軍に帯同したが、この年は自己最少となる6試合の登板で0勝0敗1ホールド・防御率3.38。プロ入り後初めて未勝利に終わり、秋季キャンプ前の面談では岸田護新監督からリリーフ専任が通達された。岸田監督は「（起用法が）どっちつかずのところがあって、何でもできてしまう子なので。迷いなく一つに集中してやってくれれば、もっとパフォーマンスが発揮できるのかな」、厚澤和幸投手コーチも「チーム事情によって（先発、救援と）動いてもらっていた。でも、それで山岡泰輔の成績があんまり振るわってないんだったら、まず一本勝負してもらおうと」と山岡のパフォーマンス向上が狙いであると説明。オフの契約更改では2200万円減となる推定年俸6800万円でサインし、会見では「（先発に）戻るつもりはないです」と断言した。
2025年2月17日に、山岡のオンラインカジノ利用に関する情報を入手したNPBより球団に調査依頼があり、過去に海外でカジノのライセンスを取得しているサイトが運営するポーカーゲームのトーナメント大会に参加していたことが2月18日に発覚した。球団は重大なコンプライアンス違反との見解を示し、山岡の実名を公表した上で、当面の活動自粛を発表した。しかし、NPB事務局長の中村勝彦は「すぐ名前が公表となると、世間的に練習できなくなる。環境を奪ってしまうのは、私たちは本意ではない」とコメントし、球団は反省することと球団からの山岡へのケアを望んだ。その後、球団は自粛期間中の山岡との対話を通して強く反省していると判断し、3月13日より活動を再開となった。なお、当面は個人練習となる。
3月21日に二軍のチーム本体に合流した。活動自粛期間中は杉本裕太郎や九里亜蓮など他のチームメイトからも連絡を貰っており、野球ができないもどかしさや申し訳なさを感じていたと明かした。そして、「信頼を取り戻せるようやっていく」と改めて決意表明した。大阪府警察は4月10日に賭博の疑いで書類送検（起訴を求めない意見付き）し、報道の中では、2023年2月に「GGPoker」という海外サイトに約2万7000円を振り込んでポーカーゲームの大会に参加していたこと、2023年秋までの約3年間で約300万円費やしたことを山岡自身が説明していることが報じられた。なお、4月23日に不起訴処分となった。検察は不起訴の理由について「捜査の結果、諸事情を考慮した」としている。シーズン開幕後は二軍で調整を続け、5月6日の日本ハム戦で同年初登板を果たした。15日には国内FA権を取得。25日のソフトバンク戦（鹿児島県立鴨池野球場）にて自身ソフトバンク戦初勝利となる2年ぶりの白星を挙げた。

## 選手としての特徴
| 球種           | 配分 % | 平均球速 km/h |
| -------------- | ------ | ------------- |
| フォーシーム   | 38.1   | 144.8         |
| スライダー     | 33.5   | 130.7         |
| カットボール   | 17.7   | 138.1         |
| チェンジアップ | 7.6    | 118.9         |
| カーブ         | 1.8    | 113.6         |
| スプリット     | 1.3    | 136.7         |

身長172cmと投手としては小柄だが、オーバースローから投げ込むストレートは最速152km/hを計測。独特な軌道で鋭く変化する縦スライダーが武器であり、変化球はその他にブレーキの効いたチェンジアップ、縦スライダーを応用した縦のカットボール、縦スライダーを生かすためにプロ入り後に習得したナックルカーブなどを投じる。

## 人物・エピソード
AAAのファンで、オリックスへの入団直後には、Twitter上の公式アカウントを通じて「登場曲総選挙」を実施。AAAの楽曲を対象に、ユーザーから推薦曲の投票を受け付けた結果、「虹」を登場曲に採用した。
広島市出身ながら、幼少期から叔父の影響で阪神タイガースの試合をよく観ていたと言い、中でも能見篤史に憧れていたという。

## 詳細情報

### 年度別投手成績
| 年 度     | 球 団      | 登 板 | 先 発 | 完 投 | 完 封 | 無 四 球 | 勝 利 | 敗 戦 | セ 丨 ブ | ホ 丨 ル ド | 勝 率 | 打 者 | 投 球 回 | 被 安 打 | 被 本 塁 打 | 与 四 球 | 敬 遠 | 与 死 球 | 奪 三 振 | 暴 投 | ボ 丨 ク | 失 点 | 自 責 点 | 防 御 率 | W H I P |
| --------- | ---------- | ----- | ----- | ----- | ----- | -------- | ----- | ----- | -------- | ----------- | ----- | ----- | -------- | -------- | ----------- | -------- | ----- | -------- | -------- | ----- | -------- | ----- | -------- | -------- | ------- |
| 2017      | オリックス | 24    | 24    | 2     | 1     | 1        | 8     | 11    | 0        | 0           | .421  | 618   | 149.1    | 136      | 8           | 54       | 0     | 2        | 133      | 7     | 0        | 62    | 62       | 3.74     | 1.27    |
| 2018      | オリックス | 30    | 23    | 1     | 1     | 0        | 7     | 12    | 0        | 4           | .368  | 619   | 146.0    | 137      | 21          | 49       | 1     | 6        | 121      | 4     | 1        | 71    | 64       | 3.95     | 1.27    |
| 2019      | オリックス | 26    | 26    | 2     | 0     | 1        | 13    | 4     | 0        | 0           | .765  | 699   | 170.0    | 154      | 16          | 45       | 1     | 4        | 154      | 2     | 0        | 77    | 70       | 3.71     | 1.17    |
| 2020      | オリックス | 12    | 12    | 1     | 0     | 0        | 4     | 5     | 0        | 0           | .444  | 284   | 69.1     | 68       | 7           | 21       | 1     | 2        | 64       | 3     | 0        | 22    | 20       | 2.60     | 1.28    |
| 2021      | オリックス | 12    | 12    | 0     | 0     | 0        | 3     | 4     | 0        | 0           | .429  | 297   | 69.1     | 64       | 7           | 20       | 0     | 3        | 74       | 1     | 0        | 30    | 30       | 3.89     | 1.21    |
| 2022      | オリックス | 22    | 21    | 2     | 1     | 0        | 6     | 8     | 0        | 1           | .429  | 518   | 128.0    | 118      | 6           | 27       | 0     | 7        | 99       | 2     | 0        | 42    | 37       | 2.60     | 1.13    |
| 2023      | オリックス | 31    | 12    | 0     | 0     | 0        | 2     | 1     | 3        | 8           | .667  | 390   | 94.0     | 75       | 4           | 33       | 2     | 3        | 97       | 7     | 0        | 26    | 24       | 2.30     | 1.15    |
| 2024      | オリックス | 6     | 0     | 0     | 0     | 0        | 0     | 0     | 0        | 1           | ----  | 21    | 5.1      | 5        | 1           | 1        | 0     | 0        | 5        | 0     | 0        | 2     | 2        | 3.38     | 1.13    |
| 通算：8年 | 通算：8年  | 163   | 130   | 8     | 3     | 2        | 43    | 45    | 3        | 14          | .489  | 3446  | 831.1    | 757      | 70          | 250      | 5     | 27       | 747      | 26    | 1        | 332   | 309      | 3.35     | 1.21    |

- 2024年度シーズン終了時
- 各年度の太字はリーグ最高

### WBSCプレミア12での投手成績
| 年 度 | 代 表 | 登 板 | 先 発 | 勝 利 | 敗 戦 | セ ｜ ブ | 打 者 | 投 球 回 | 被 安 打 | 被 本 塁 打 | 与 四 球 | 敬 遠 | 与 死 球 | 奪 三 振 | 暴 投 | ボ ｜ ク | 失 点 | 自 責 点 | 防 御 率 |
| ----- | ----- | ----- | ----- | ----- | ----- | -------- | ----- | -------- | -------- | ----------- | -------- | ----- | -------- | -------- | ----- | -------- | ----- | -------- | -------- |
| 2019  | 日本  | 4     | 0     | 0     | 0     | 0        | 26    | 4.2      | 11       | 0           | 0        | 0     | 0        | 7        | 0     | 0        | 6     | 6        | 11.57    |

### 年度別守備成績
| 年 度 | 球 団      | 投手  | 投手  | 投手  | 投手  | 投手  | 投手     |
| 年 度 | 球 団      | 試 合 | 刺 殺 | 補 殺 | 失 策 | 併 殺 | 守 備 率 |
| ----- | ---------- | ----- | ----- | ----- | ----- | ----- | -------- |
| 2017  | オリックス | 24    | 6     | 25    | 1     | 0     | .969     |
| 2018  | オリックス | 30    | 6     | 23    | 2     | 3     | .935     |
| 2019  | オリックス | 26    | 15    | 24    | 1     | 2     | .975     |
| 2020  | オリックス | 12    | 4     | 7     | 1     | 0     | .917     |
| 2021  | オリックス | 12    | 8     | 11    | 0     | 0     | 1.000    |
| 2022  | オリックス | 22    | 5     | 25    | 1     | 2     | .968     |
| 2023  | オリックス | 31    | 7     | 12    | 1     | 0     | .950     |
| 2024  | オリックス | 6     | 0     | 0     | 0     | 0     | ----     |
| 通算  | 通算       | 163   | 51    | 127   | 7     | 7     | .962     |

- 2024年度シーズン終了時

### タイトル
- 最高勝率：1回（2019年）

### 表彰
- 月間MVP：1回（2019年7月）
- 月間最優秀バッテリー賞：1回（2021年オープン戦 捕手：頓宮裕真）

### 記録
初記録
投手記録
- 初登板・初先発登板：2017年4月13日、対千葉ロッテマリーンズ3回戦（京セラドーム大阪）、6回0/3を3失点で敗戦投手[20]
- 初奪三振：同上、2回表に細谷圭から見逃し三振
- 初完投：2017年4月23日、対千葉ロッテマリーンズ5回戦（ZOZOマリンスタジアム）、8回2失点で敗戦投手[21]
- 初勝利・初先発勝利：2017年5月28日、対千葉ロッテマリーンズ8回戦（ZOZOマリンスタジアム）、6回1失点[24]
- 初完投勝利・初完封勝利：2017年8月26日、対埼玉西武ライオンズ19回戦（メットライフドーム）、9回無失点10奪三振無四球[28]
- 初ホールド：2018年8月1日、対東北楽天ゴールデンイーグルス16回戦（京セラドーム大阪）、11回表に6番手で救援登板・完了、1回無失点[42]
- 初セーブ：2023年9月14日、対東北楽天ゴールデンイーグルス19回戦（楽天モバイルパーク宮城）、11回裏に4番手で救援登板・完了、1回無失点[123]

打撃記録
- 初打席：2017年6月4日、対読売ジャイアンツ3回戦（東京ドーム）、3回表に宮國椋丞から空振り三振

その他の記録
- 1イニング3暴投：2018年5月19日、対埼玉西武ライオンズ7回戦（ほっともっとフィールド神戸）、5回表に記録 ※史上16人目（パ・リーグ10人目）[163]
- オールスターゲーム出場：3回（2017年、2019年、2022年）

### 背番号
- 13（2017年[15] - 2019年、2019年 WBSCプレミア12）
- 19（2020年[63] - ）

### 代表歴
- 2013年AAA世界野球選手権大会日本代表
- 2015年アジア野球選手権大会日本代表
- 2016年ワールドベースボールチャレンジ日本代表
- 2019 WBSCプレミア12 日本代表

## 関連情報

### 著書
- 山岡泰輔のピッチングバイブル（2023年4月25日、ベースボール・マガジン社、ISBN 978-4583627519） - 監修